# Organisme Autònom Parcs Nacionals
El Organisme Autònom Parcs Nacionals (OAPN) és un organisme autònom depenent del Ministeri de Transició Ecològica. Des de 2018 el seu director general és Juan José Areces Maqueda

## Descripció
Va néixer en 1995 de la fusió dels desapareguts Institut per a la Conservació de la Naturalesa (ICONA) i Institut Nacional de Reforma i Desenvolupament Agrari (IRYDA).
Corresponen a l'Organisme Autònom Parcs Nacionals les següents funcions:
- La formulació de la política nacional en matèria de parcs nacionals, així com proposar la normativa i desenvolupar els instruments de planificació i administratius que permetin complir amb els objectius establerts per aquesta política.
- El desenvolupament de les funcions i l'exercici de les competències que en matèria de parcs nacionals li atribueix la normativa estatal, en particular la Llei 30/2014, de 3 de desembre, de Parcs Nacionals, i les seves normes de desenvolupament.
- La planificació i gestió dels espais naturals de competència estatal adscrits o de la seva titularitat.
- La gestió de les muntanyes, finques i altres béns patrimonials adscrits o de la seva titularitat.
- La coordinació i promoció del desenvolupament al nostre país del Programa Home i Biosfera (Programa MaB) de la UNESCO, així com la promoció, coordinació i suport a la Xarxa de Reserves de la Biosfera (Home i Biosfera) .
- El suport, com a mitjà instrumental per al desenvolupament d'accions concretes, al desenvolupament de les polítiques del departament en matèria de biodiversitat, conservació i ús sostenible dels recursos naturals, conservació de fauna, flora, hàbitat i ecosistemes naturals en el medi terrestre i marí.
- Prestació al públic de serveis d'informació i documentació especialitzats en matèria d'espais protegits, conservació de la naturalesa, divulgació, comunicació i educació ambiental.
- Organització, suport i desenvolupament d'actuacions d'educació, formació, informació, intercanvi d'idees i debat, sensibilització i comunicació per al desenvolupament de les funcions anteriors.

- El suport, com a mitjà instrumental per al desenvolupament d'accions concretes, al desenvolupament de les polítiques del Departament en matèria d'educació, informació, sensibilització, formació i participació pública sobre temes mediambientals a través del Centre Nacional d'Educació Ambiental, (CENEAM), que depèn funcionalment de la Subsecretaria.
- Cooperació amb entitats públiques i privades, tant d'àmbit nacional (estatal, autonòmic i local) com a internacional, per al desenvolupament de les funcions anteriors.

Les derivades de l'assumpció de les muntanyes, finques i altres béns patrimonials dels quals eren titulars els extints organismes autònoms Institut Nacional per a la Conservació de la Naturalesa (ICONA) i Institut Nacional de Reforma i Desenvolupament Agrari (IRYDA), així com de tots llurs béns, drets i obligacions.